# Ajahn Paññavaddho
Ajahn Paññavaddho (Kolar Gold Fields, 19 de outubro de 1925 - 18 de agosto de 2004) (Peter John Morgan), também conhecido por Ajahn Pañña foi um monge budista ajahn theravada da tradição tailandesa das florestas. De família inglesa, nasceu em 19 de outubro de 1925, vindo a falecer em 18 de agosto de 2004. Foi um dos primeiros ocidentais a se ordenar como monge na Tailandia, tornando-se um importante discípulo e tradutor dos ensinamentos de Ajahn Mahã Bua.

## Infância e Juventude
Peter John Morgan nascido em Kolar Gold Fields, o local da primeira mina escavada por engenheiros britânicos na Índia, onde seu pai, John Morgan, trabalhava. Peter cresceu no meio da multicultural comunidade mineira, uma mistura de trabalhadores europeus, anglo-indianos e indianos.
Aos 7 anos de idade, com o intuito de oferecer a Peter um ensino de melhor qualidade, seus pais se mudaram para a Inglaterra, país de origem da família. Após algum tempo de adaptação com Peter no novo país, seus pais voltaram à Índia, deixando-o sob os cuidados de seu avô materno, William John Rees. Cabe ressaltar que a família de Peter tinha a formação religiosa anglicana e comprometida com a administração de empresas de mineração.
Sua adolescência se passou na turbulenta Inglaterra no período da segunda guerra mundial. Mudou-se várias vezes de cidadee, tentando ser colocado em uma escola onde pudesse ter uma educação formal de qualidade. No entanto, em 1941, aos 16 anos de idade, contraiu Tuberculose Bovina, uma doença causada por beber leite cru de vacas infectadas.
Como uma sequela desta doença, precisou amputar parte de seu tornozelo direito, o que fez Peter andar sempre mancando, por toda sua vida. Ele acabou considerando que esta amputação o salvou de algo mais grave: a possibilidade de servir nas forças armadas durante a guerra. Após 1944 Peter entrou na faculdade de engenharia, pois desde pequeno sentia afinidade com as ciências exatas, mecânica e construção de rádios.

## Vida Adulta
Pouco tempo depois de formado, seu pai faleceu, levando-o a ter os primeiros insights sobre a impermanência da vida, que influenciariam mais à frente a sua busca espiritual. Com este acontecimento, passou a considerar necessário uma aproximação com alguma religiosidade. Pelo fato de o Anglicanismo nunca ter o atraído, começou a estudar livros de religiões orientais, até que um amigo lhe emprestou um livro sobre Budismo. Fascinado desde a primeira leitura, Peter passou a ler vários outros sobre o mesmo tema e se aprofundou nesta religião.
Em 1953, com 28 anos, começou a frequentar a Sociedade Budista de Londres, uma entidade que ensinava todas as linhagens de Budismo, mas tendo o Zen como foco principal. Depois de estudar todas as tradições, percebeu que a escola Theravada se encaixava melhor no seu jeito de pensar.
Com a distorção dos valores morais na sociedade pós-guerra, com o aumento do consumismo e da superficialidade das relações humanas, Peter começou a ficar desapontado com o rumo que as pessoas (inclusive ele) estavam tomando.

## Ordenação como Monge
Em outubro de 1955, aos 30 anos de idade, Peter foi ordenado como monge noviço no London Buddhist Vihãra. Seu mentor foi Ajahn Kapilavaddho, recém chegado de um treinamento como monge na Tailândia. A partir de então, Peter passaria a se chamar Paññavaddho, que em Pali significa Cultivador da Sabedoria. Teve sua ordenação completa como Bhikkhu no mosteiro Pak Naam, cujo abade era Chao Khun Mongkol.
Em 1962 ele conseguiu localizou um mestre de boa qualificação e reputação no Dhamma. Conheceu Ajahn Mahã Bua  tornando-se seu discípulo pelos próximos 41 anos. Foi um dos principais tradutores dos ensinamentos deste mestre para a língua inglesa, facilitando que outros monges ocidentais tirassem proveito de seus ensinamentos. Além dos trabalhos de tradução, também era requisitado para gerenciar obras estruturais e elétricas no mosteiro, devido à sua formação como engenheiro.

## Falecimento
Com 77 anos de idade, em 2003, foi diagnosticado com câncer de intestino grosso e, após melhoras e recaídas, veio a falecer, cercado de vários devotos, discípulos e leigos que admiravam a sua história e o seu empenho na busca do Dhamma. A cremação de seu corpo ocorreu em 28 de agosto, no mosteiro de  Ajahn Mahã Bua, Baan Taad, onde viveu e aprendeu a maior parte de toda sua experiência como bhikkhu. 

## Ligações Externas
- Biografia principal de Ajahn Pañña.
- Vídeos e fotos reais de Ajahn Pañña